# Les dents del diable
Les dents del diable (títol original en anglès The Savage Innocents) és una pel·lícula estatunidenca dirigida per Nicholas Ray i estrenada l'any 1960. Ha estat doblada al català.

## Argument
L'obra presenta un enfocament gairebé documental a les pràctiques culturals i els costums dels habitants de l'àrtic. En el transcurs de la història, l'individu conegut com Inuk (interpretat per Anthony Quinn) es troba amb l'home blanc amb la finalitat de procurar-se un fusell i poder alimentar la seva família en aquest entorn hostil. El contacte amb la cultura occidental significarà un abans i un després en el seu estil de vida.

## Repartiment
- Anthony Quinn: Inuk
- Yoko Tani: Asiak
- Peter O'Toole: policia canadenc
- Carlo Giustini: Policia canadenc
- Marco Guglielmi: Missioner
- Marie Yang: Powtee
- Kaida Horiuchi: Imina
- Lee Montague: Itti
- Andy Ho: Anarvik
- Anna May Wong: Hiko

## Comentaris
Es tracta d'un film basat en la novel·la de Hans Ruesch Top of the world, que descriu la forma de vida, les tradicions i costums dels esquimals del pol Nord: com cacen, què mengen, ritus de cacera, etc. Al llarg de la pel·lícula podem veure i reflexionar sobre les relacions de la cultura esquimal amb la cultura de l'home blanc i els valors diferents que donem segons la cultura, pel que fa a la religió, el comerç amb les pells, el matrimoni, l'enfrontament dels vells amb la mort i les relacions de subsistència.
Es creu àmpliament que la cançó de Bob Dylan «Quinn the Eskimo (The Mighty Quinn)» va ser en homenatge a l'actuació de Quinn.